# Unione Sportiva Castrovillari Calcio 1994-1995
Questa voce raccoglie le informazioni riguardanti l'Unione Sportiva Castrovillari Calcio nelle competizioni ufficiali della stagione 1994-1995.

## Rosa
| N. |                   | Ruolo | Calciatore            |
| -- | ----------------- | ----- | --------------------- |
|    | Italia (bandiera) | D     | Paolino Addesi        |
|    | Italia (bandiera) | A     | Maurizio Balestrieri  |
|    | Italia (bandiera) | C     | Giovanni Baratto      |
|    | Italia (bandiera) | C     | Nicola Basile         |
|    | Italia (bandiera) | D     | Antonio Chiappetta    |
|    | Italia (bandiera) | C     | Sandro Cipparrone     |
|    | Italia (bandiera) | A     | Emanuele Del Zotti    |
|    | Italia (bandiera) | C     | Rosalbino De Marco    |
|    | Italia (bandiera) | D     | Fabio De Sanzo        |
|    | Italia (bandiera) | C     | Massimiliano Dibrogni |
|    | Italia (bandiera) | P     | Vincenzo Di Muro      |
|    | Italia (bandiera) | D     | Matteo Lauriola       |

| N. |                   | Ruolo | Calciatore        |
| -- | ----------------- | ----- | ----------------- |
|    | Italia (bandiera) | D     | Antonio Martino   |
|    | Italia (bandiera) | D     | Giuseppe Mattei   |
|    | Italia (bandiera) | A     | Carmine Mingrone  |
|    | Italia (bandiera) | C     | Giorgio Olivari   |
|    | Italia (bandiera) | A     | Riccardo Petrucci |
|    | Italia (bandiera) |       | Pezzotti          |
|    | Italia (bandiera) | P     | Antonio Rocci     |
|    | Italia (bandiera) | D     | Antonio Telari    |
|    | Italia (bandiera) | C     | Giuseppe Troise   |
|    | Italia (bandiera) | P     | Vincenzo Vadalà   |
|    | Italia (bandiera) | D     | Sergio Volturno   |